# Firestone (chanson)
Pour les articles homonymes, voir Firestone.
Singles par Kygo
Cut your teeth
(2014) Stole the Show
(2015)
Firestone est une chanson du disc jockey et musicien norvégien Kygo, sortie le 1er décembre 2014.

## Liste des pistes
| 1. | Firestone (Original Mix)          | 4:33 |
| 2. | Firestone (Live Acoustic Version) | 3:48 |

## Classement hebdomadaire
| Classement                              | Meilleure position |
| --------------------------------------- | ------------------ |
| Allemagne (Media Control AG)            | 3                  |
| Australie (ARIA)                        | 10                 |
| Autriche (Ö3 Austria Top 40)            | 5                  |
| Belgique (Flandre Ultratop 50 Singles)  | 4                  |
| Belgique (Wallonie Ultratop 50 Singles) | 5                  |
| Danemark (Tracklisten)                  | 6                  |
| Espagne (PROMUSICAE)                    | 6                  |
| États-Unis (Hot 100)                    | 47                 |
| Finlande (Suomen virallinen lista)      | 3                  |
| France (SNEP)                           | 5                  |
| Italie (FIMI)                           | 4                  |
| Norvège (VG-lista)                      | 1                  |
| Pays-Bas (Nederlandse Top 40)           | 4                  |
| Royaume-Uni (UK Singles Chart)          | 8                  |
| Suède (Sverigetopplistan)               | 2                  |
| Suisse (Schweizer Hitparade)            | 4                  |

## Certification
| Région                                                                                                 | Certification | Ventes/Streams |
| --- | ------------- | -------------- |
| Belgique (BEA)                                                                                         | Platine       | 20 000*        |
| France (SNEP)                                                                                          | Diamant       |                |
| *Ventes selon la certification ^Mise en rayon selon la certification xNon précisé par la certification |               |                |